# Josep Valls i Riera
Josep Valls i Riera (Badalona, 1860-1942) va ser un polític conservador català, darrer representant del caciquisme de la Restauració a Badalona.
Va ser elegit alcalde la ciutat el 1904, però va ser destituït el 1905 a causa d'una inspecció administrativa a l'Ajuntament, que es va materialitzar a conseqüència de la pressió dels representants catalanistes de la ciutat, a causa de l'estat caòtic del consistori des del 1899, que va estar controlat per persones properes a Joaquim Palay i Jaurés. Les anomalies eren tantes, que els càrrecs sobre l'Ajuntament de Badalona van ser nombrosos, entre molt altres destaquen els deutes amb hisenda, dèficits diversos o la desaparició de documentació oficial. El representant del Govern d'Espanya va decidir suspendre el consistori en ple, i va nomenar provisionalment alcalde de la ciutat a Josep Fonollà i Sabater, que es va mantenir fins a les eleccions de novembre del 1905.